# Allobaccha pulchrifrons
Allobaccha pulchrifrons là một loài ruồi trong họ Ruồi giả ong (Syrphidae). Loài này được Austen mô tả khoa học đầu tiên năm 1893. Allobaccha pulchrifrons phân bố ở miền Đông phương